# Oposispa scheelei
Oposispa scheelei es una especie de insecto coleóptero de la familia Chrysomelidae. Fue descrita en 1939 por Uhmann.